# Women in Red

Официальный логотип Women in Red

«Women in Red» (Женщины в красном), инициализм WiR — проект по преодолению гендерного разрыва в Википедии, онлайн-энциклопедии, редактируемой добровольцами. Проект располагается непосредственно в Википедии и сосредоточен на создании статей о знаменитых женщинах, которых в настоящее время там нет. Потенциал для таких отсутствующих статей может быть определён путем поиска красных гиперссылок в существующих статьях или шаблонах Википедии.

## История
Проект Women in Red был задуман волонтёром Википедии Роджером Бамкиным в 2015 году, и вскоре после этого привлёк широкое внимание с подачи Рози Стивенсон-Гуднайт. Первоначальное название проекта, придуманное Бамкиным «Project XX», но оно было быстро заменено на Women in Red. После того, как проект был запущен, к нему присоединилась исследовательница-феминистка и редактор-волонтёр Эмили Темпл-Вуд. Её специализация — добавление новой статьи в Википедии о женщине-учёном каждый раз, когда кто-то высказывает неудовольствие по поводу её работы над Википедией.
На Викимании 2016, в итальянском Эсино-Ларио, Джимми Уэльс, один из основателей Википедии, назвал Стивенсон-Гуднайт и Темпл-Вуд «Википедистами года» за совместные усилия по преодолению гендерного разрыва.

## Методы

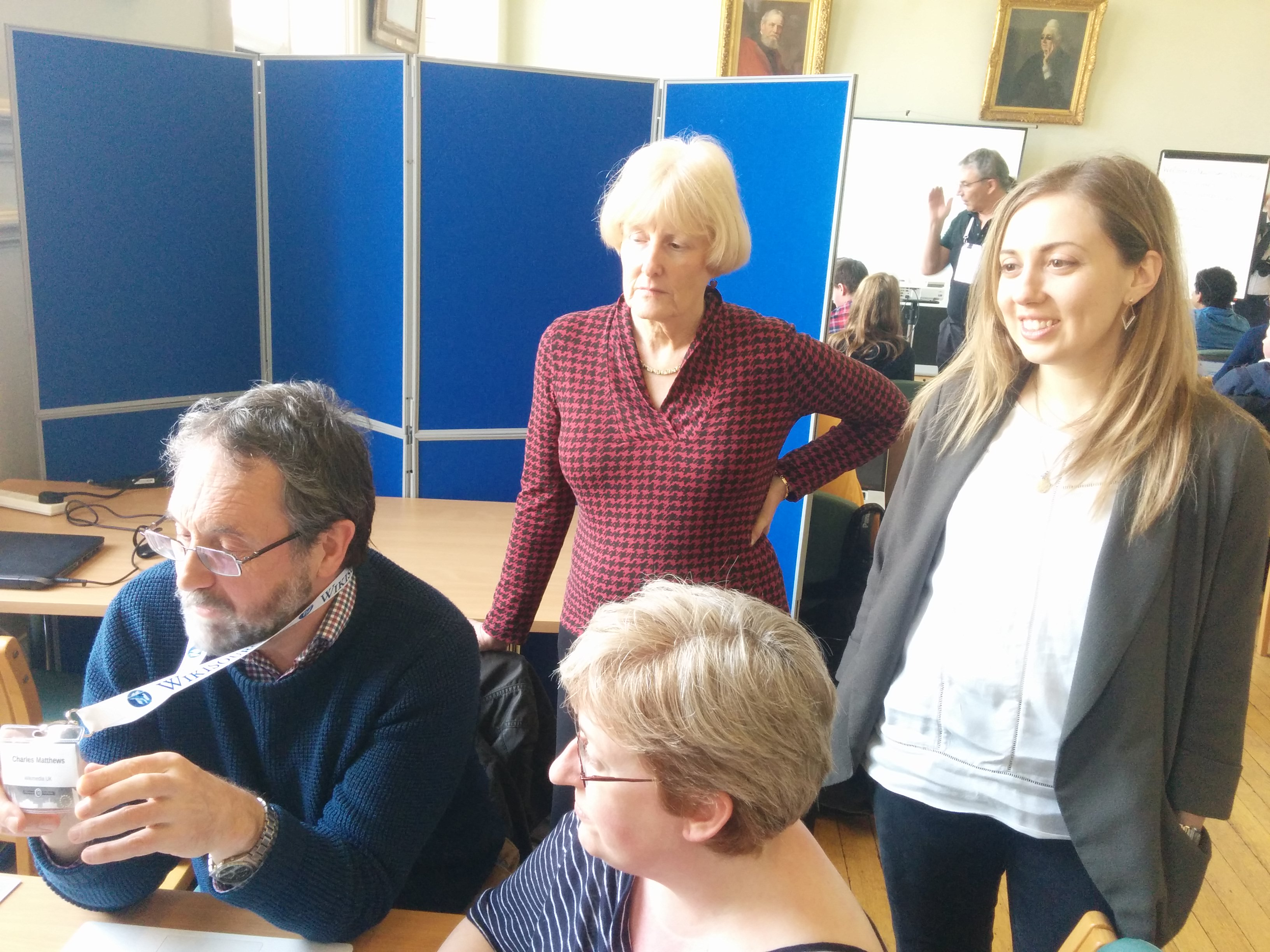
Эдитатон WiR в колледже Ньюнэм в 2017 году

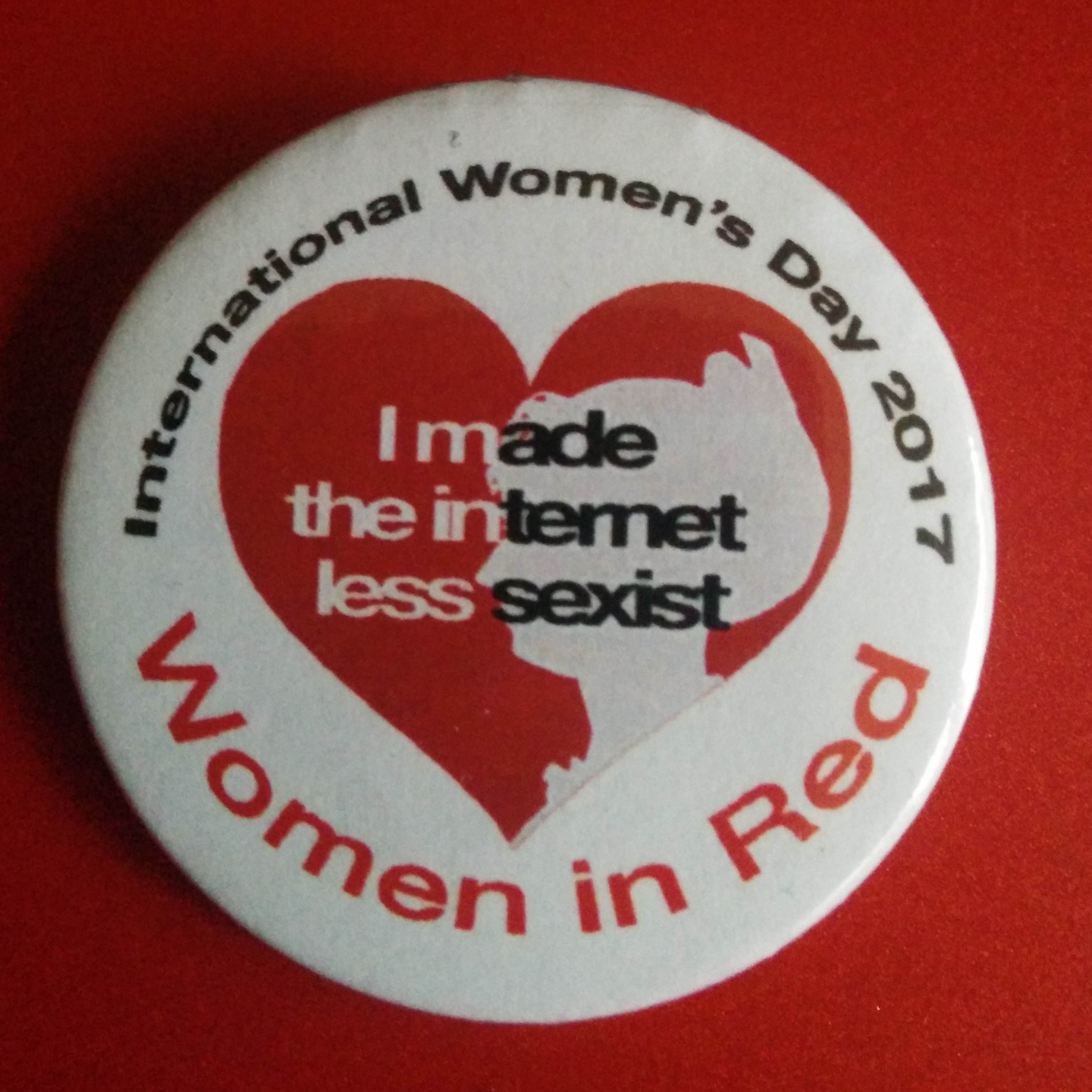
Значок Международного женского дня 2017 года с эдитатона WiR

Проект Women in Red проводит офлайновые вики-эдитатоны в городах по всему миру, и постоянный поддерживает виртуальный эдитатон. Очные эдитатоны — это целенаправленные мероприятия, проводимые с целью обучения новых участников, с целью сокращения гендерного разрыва в Википедии и включения информации об известных женщинах. Другая цель — увеличение числа женщин-редакторов. Хотя Википедия является «свободной энциклопедией, которую может редактировать каждый», в 2015 году только около 10 процентов редакторов составляли женщины. Биографии женщин составляют около 17 процентов всех биографий в Википедии. Википедия является пятым по посещаемости веб-сайтом в Интернете, а англоязычная Википедия содержит более 5,8 миллионов статей, всего же написано более 40 миллионов на 300 языковых версиях Википедии, что дает 16 миллиардов просмотров страниц в месяц.
Участники проекта Women in Red помогают составить 150 координационных списков статей, связанных красными ссылками, чтобы упростить поиск и создание недостающих статей. На конец 2016 года участники проекта добавили более 45 000 статей и увеличили процент биографий женщин примерно до 17 % в разделе Википедии английском языке.